# Un jour mon prince viendra
Someday My Prince Will Come
Pour l’article homonyme, voir Un jour mon prince viendra (téléfilm).
Un jour mon prince viendra (Someday My Prince Will Come dans la version originale) est une chanson du film d'animation Blanche-Neige et les Sept Nains sorti en 1937 des studios Disney. Cette chanson, sortie sous différents supports, fut classée numéro 1 en 1939 jusqu'en 1941, avec plus de 3,5 millions de copies vendues. Elle demeure un classique du répertoire enfantin mondial. Le 33 tours du film se vendit à plus de 2,5 millions d'exemplaires, et fut également numéro 1.
Le titre fut composé par Frank Churchill avec des paroles originales de Larry Morey, adaptées pour la version française par Francis Salabert. La chanson originale fut interprétée par l'actrice Adriana Caselotti et pour la version française par Béatrice Hagen (en 1938), puis Lucie Dolène (en 1962), puis Rachel Pignot (en 2001). En 1938, Lucienne Dugard enregistra la première adaptation phonographique des chansons sur disque 78 tours, et Élyane Célis la première version racontée aux enfants (chansons + dialogues), toutes deux avec des paroles différentes de celles des doublages en français.
L'American Film Institute classa la chanson à la 19e position de AFI's 100 Years... 100 Songs, un classement des plus grandes chansons de l'histoire du cinéma américain. Cette place fait de cette chanson la deuxième meilleure place pour un titre Disney puisque le classement comprend également When You Wish Upon a Star issu du long métrage Pinocchio (1940).

## Un standard de jazz
En 1957, le pianiste de jazz Dave Brubeck, inspiré par une anthologie de musiques Disney appartenant à son fils, sort l'album Dave Digs Disney comprenant une version de Some Day My Prince Will Come.
La chanson devient rapidement populaire auprès des musiciens de jazz. Plusieurs versions seront alors enregistrées comme celles de Bill Evans, Oscar Peterson, Louis Armstrong ou de Herbie Hancock. Miles Davis enregistrera même en 1961 un album de jazz nommé Someday My Prince Will Come, tout comme The Chet Baker Trio en 1979.

## Des reprises pop
Le titre fut ensuite repris par plusieurs stars de la pop comme Diana Ross & The Supremes qui enregistrèrent une version en 1967 pour un album qui devait s'intituler Diana Ross & The Supremes Sing Disney Classics mais qui ne sortit finalement jamais.
Disney proposa également des reprises de ce titre à travers les compilations DisneyMania. Anastacia, Ashley Tisdale et les Cheetah Girls participèrent respectivement sur la première, quatrième et sixième compilation.
Parmi les autres reprises notables de cette chanson, on peut citer celle de Sinéad O'Connor en 1988, Barbra Streisand en 1994, Tanya Tucker en 1996, Ayumi Hamasaki en 2002, Julie Andrews en 2005, Camille avec Laurent Korcia en 2009, et Élodie Frégé en 2013 dans l'album We Love Disney qui regroupe plusieurs chansons de film d'animation Disney.